# 鮑里斯·格羅莫夫
鮑里斯·弗謝沃洛多維奇·格羅莫夫（俄语：Борис Всеволодович Громов；1943年11月7日—），俄羅斯前軍人和政治家。

## 生平
格羅莫夫生於薩拉托夫，他畢業於列寧格勒的軍事指揮學校蘇沃洛夫軍事學校，後來從莫斯科的伏龍芝軍事學院以及總參謀部學院畢業。
在蘇聯入侵阿富汗期間，格羅莫夫進行了三次戰役（1980 - 1982年，1985 - 1986年，1987年至1989年），他最有名的是身為第40軍團指揮官。也是最後一位撤出阿富汗的蘇聯軍人。他後來獲得了最高的軍事榮譽：蘇聯英雄金星章，因他幫助蘇聯軍隊從霍斯特撤出。
在阿富汗戰爭結束後，他被蘇聯共產黨選為1991年俄羅斯總統選舉的副總統候選人。他後來擔任俄羅斯聯邦第一副國防部長。1994年，格羅莫夫從俄羅斯軍隊退役，他很快就被任命為內政部副部長。他於1995年當選為國家杜馬代表。2000年1月，他當選為莫斯科州長，於2003年12月再次當選，並擔任至2012年。